# Qasabovka
Qasabovka är en del av en befolkad plats i Azerbajdzjan.   Den ligger i distriktet Xaçmaz Rayonu, i den nordöstra delen av landet, 150 km nordväst om huvudstaden Baku. Qasabovka ligger 14 meter över havet och antalet invånare är 3 020.
Terrängen runt Qasabovka är lite kuperad. Närmaste större samhälle är Xaçmaz, 2,7 km sydväst om Qasabovka.
Trakten runt Qasabovka består till största delen av jordbruksmark. Runt Qasabovka är det ganska tätbefolkat, med 129 invånare per kvadratkilometer.